# Vitesse angulaire
« Vitesse de rotation » redirige ici. Pour la vitesse de rotation au décollage (Vr), voir Pilotage en phase de décollage.
En mécanique, la vitesse angulaire ou vitesse de rotation est une grandeur physique qui représente le taux de variation d'un angle par rapport au temps. C'est l'analogue de la vitesse de translation pour un mouvement de rotation. Quand le contexte ne prête pas à confusion, on appelle aussi « vitesse angulaire » le vecteur vitesse angulaire, qui en plus du taux de variation de l'angle de rotation, indique la direction et le sens de cette rotation.
La vitesse angulaire est la dérivée par rapport au temps de la position angulaire de l'objet en rotation :
{\displaystyle \omega ={\frac {\mathrm {d} \theta }{\mathrm {d} t}}}.
Si on dérive une nouvelle fois la vitesse angulaire, on obtient l'accélération angulaire.
La vitesse angulaire moyenne sur un certain intervalle de temps est le rapport de l'angle parcouru sur l'intervalle de temps écoulé :
{\displaystyle {\bar {\omega }}={\frac {\Delta \theta }{\Delta t}}}.

## Phénomène périodique
On introduit pour un phénomène périodique la notion de fréquence {\displaystyle f} et son inverse la période {\displaystyle T}. Par analogie, on ramène alors le phénomène périodique à une rotation sur le cercle unité. Un tour de cercle équivaut à une période du phénomène. On à alors une vitesse de rotation constante qui vérifie :
On nomme alors pulsation cette vitesse angulaire fictive.

## Unités
L'unité de la vitesse angulaire dans le Système international d'unités est le radian par seconde (rad/s). Même si la vitesse angulaire possède la même dimension qu'une fréquence, on n'attribue jamais l'unité hertz (Hz) à la vitesse angulaire.
En mécanique industrielle, on utilise préférentiellement l'unité tours par minute (tr/min). On peut aussi utiliser des degrés par unité de temps.
Un tour complet équivaut à une rotation de {\displaystyle 2\pi } radian ou {\displaystyle 360} degrés.
On en déduit le rapport d'échelles entre la vitesse de rotation en tours par minute et en radians par seconde. Un tour par minute équivaut à {\displaystyle {\frac {2\pi }{60}}=0,105} rad/s environ.

## Dimension
On peut écrire la dimension de la vitesse angulaire sous la forme suivante :
où :
- {\displaystyle \mathrm {dim} (\omega )} est la dimension de la vitesse angulaire ;
- {\displaystyle {\mathsf {T}}^{-1}} est la dimension d'une fréquence ;
- {\displaystyle {\mathsf {1}}} est la dimension d'un angle plan, qui est une grandeur adimensionnelle.

Si les angles sont des grandeurs sans dimension, ils possèdent cependant une unité qu'il est préférable de ne pas omettre.

## Vecteur vitesse angulaire
Il existe un vecteur vitesse angulaire {\displaystyle {\vec {\omega }}}. Il s'agit du vecteur :
- normal au plan de rotation ;
- orienté de sorte que le mouvement se fasse dans le sens positif, donné par la règle de la main droite ;
- dont la norme vaut ω.

Le vecteur vitesse angulaire définit ainsi à la fois l'axe autour duquel tourne l'objet et sa vitesse de rotation. Il ne s'agit pas exactement d'un vecteur mais d'un pseudovecteur, puisque le symétrique dans un miroir est inversé.
L'usage du vecteur vitesse angulaire permet l'application de méthodes du calcul vectoriel à des objets en rotation les uns par rapport aux autres.
Il permet la composition des vitesses angulaires par addition vectorielle et le calcul des vitesses linéaires à partir des vitesses angulaires.
Dans un objet en rotation autour d'un support, lui-même est en rotation, l'addition des vecteurs de vitesse angulaire donne le mouvement de l'objet.
Si les deux vecteurs vitesse angulaire sont de même direction, mais de sens inverse, leur addition donne le vecteur nul. L'objet décrit un cercle sans changer d'orientation, dans un mouvement de translation circulaire.